# 배곧라라초등학교
배곧라라초등학교는 대한민국 대한민국 경기도 시흥시에 있는 공립 초등학교이다.

## 학교 연혁
- 2024년 3월 4일 : 개교

## 같이 보기
- 배곧라라중학교